# Gunnar Jensen
Knud Gunnar Jensen, född den 31 mars 1863 i Köpenhamn, död den 6 maj 1948 på Frederiksberg, var en dansk medaljör och skulptör.
Gunnar Jensen lärde sig ciselering och gravering hos sin far. Efter examen på Københavns Tekniske Skole 1880 utbildade han sig vidare 1880–1885 på Det Kongelige Danske Kunstakademi i Köpenhamn för Harald Conradsen, Jens Adolf Jerichau och Theobald Stein. 
Han var en förnyare av dansk medaljkonst under inflytande av fransk medaljkonst, av bland andra Jules-Clément Chaplain och Oscar Roty (1846–1911). Hans studier i Paris ledde till att Den Kgl. Mønt fick ny teknisk utrustning, framför allt Danmarks första reduktionsmaskin 1904. Från jubileumstvåkronan 1903 till införandet av "særskillemønten" 1924 modellerade Gunnar Jensen samtliga danska mynt som präglades, utom porträttsidorna på Fredrik VIII:s och Christian X:s guldmynt (utförda av medaljören Andreas Hansen). De stora västindiska guld- och silvermynten stod sig bra i internationell jämförelse med sina bilder av den gamle Christian IX och allegoriska kvinnoskapelser. 
Han mottog Eckersbergmedaljen 1896 för Julius Thomsens jubileumsmedalj och fick silvermedaljer vid världsutställningarna i Bryssel 1913 och i Gent 1914.